# فيكتوريا كوكاس
فيكتوريا كوكاس (من مواليد 15 نوفمبر 1990 في جيور) هي لاعبة كرة يد مجرية، تقاعدت من كرة اليد الاحترافية في عام 2015.

## روابط خارجية
- إحصائيات الوظيفي على Worldhandball.com [وصلة مكسورة] [ رابط ميت دائم ][ رابط ميت دائم ]
- نبذة عن Kiskunhalasi NKSE الموقع الرسمي [وصلة مكسورة] [ رابط ميت دائم ][ رابط ميت دائم ]